# Машинцев, Михаил Савельевич
Михаил Савельевич Машинцев (1909—1973) — советский офицер-пехотинец в Великой Отечественной войне, Герой Советского Союза (6.04.1945). Майор (1943).

## Биография
Михаил Машинцев родился 18 декабря 1909 года в селе Лещиново (ныне — Нижнеломовский район Пензенской области). В 1917 году с семьёй приехал на жительство на Алтай. После окончания средней школы работал в колхозе. 
В октябре 1931 года Машинцев был призван на службу в Рабоче-крестьянскую Красную Армию. Служил в 62-м Владивостокском пограничном отряде ОГПУ СССР. В 1936 году он окончил Саратовскую военную школу пограничной охраны и войск НКВД СССР. После окончания школы проходил службу в различных полках войск НКВД.
С августа 1942 года — на фронтах Великой Отечественной войны.  К ноябрю 1942 года Машинцев уже воевал старшим лейтенантом в 352-й стрелковой дивизии 5-й армии на Западном фронте и тогда же направлен на учёбу.
Окончил Высшие стрелково-тактические курсы усовершенствования командного состава пехоты «Выстрел» в 1943 году. С апреля 1943 командовал батальонами в 212-м и 55-м стрелковых полках 49-й стрелковой дивизии на Западном фронте, с февраля 1944 года - на Белорусском фронте, с апреля 1944 - на 2-м Белорусском фронте, с октября 1944 года - на 1-м Белорусском фронте.
В январе 1945 года командир батальона 551-го стрелкового полка 49-й стрелковой дивизии 62-го стрелкового корпуса 33-й армии 1-го Белорусского фронта майор Михаил Машинцев проявил исключительный героизм в ходе Висло-Одерской наступательной операции. Отличился во время освобождения. Батальон Машинцева успешно прорвал две линии немецкой обороны и освободил посёлок Тумашев в Польше, уничтожив около 100 солдат и офицеров противника, захватив большое количество вооружения. 3 февраля 1945 года батальон успешно переправился через Одер в районе населённого пункта Ауритц в 10 километрах к югу от Айзенхюттенштадта и принял активное участие в боях за захват и удержание плацдарма на его западном берегу, отразив пять немецких контратак. В том бою Машинцев был три раза ранен, последний из них — тяжело, но тем не менее продолжал руководить действиями своего батальона.
Указом Президиума Верховного Совета СССР от 6 апреля 1945 года за «мужество и героизм, проявленные в борьбе с немецкими захватчиками» майор Михаил Машинцев был удостоен высокого звания Героя Советского Союза с вручением ордена Ленина и медали «Золотая Звезда» за номером 7296.
В 1946 году по ранению Машинцев был уволен в запас. Проживал в Химках. С 1946 года работал на оборонном заводе «Энергомаш» по выпуску ракетно-космической техники: комендант здания, начальник отдела пропускной службы, с 1952 начальник планово-диспетчерского бюро. С 1970 года на пенсии. Скончался 29 мая 1973 года, похоронен на Химкинском кладбище Москвы.
Был также награждён орденами Красного Знамени (5.02.1945), Отечественной войны 2-й степени (6.11.1943) и рядом медалей.

## Увековечение памяти
- Бюст Героя установлен в Химках (2011)[2].
- В честь М. С. Машинцева названа улица в городе Химки (1974).
- В городе Нижний Ломов Пензенской области, на Аллее славы герою установлена памятная доска.
- Мемориальная доска установлена на здании лицея № 17 в Химках (2005).